# Lew Fridman
Lew Grigorjewicz Fridman (ros. Лев Григорьевич Фридман; ur. 14 sierpnia 1969 roku w Swierdłowsku) – rosyjski kierowca wyścigowy.

## Kariera
Fridman rozpoczął karierę w wyścigach samochodowych w 2000 roku od startów w Russian Touring Car Championship. Z dorobkiem sześciu punktów uplasował się tam na dziewiętnastej pozycji w klasyfikacji generalnej. W późniejszych latach Rosjanin startował także w Dutch Winter Endurance Series, World Touring Car Championship, Tango Dutch GT4, Argos Supreme Toerwagen Diesel Cup, Toerwagen Diesel Cup, Burando Production Open, V de V Michelin Endurance Series, V de V Challenge Endurance oraz Belgian Racing Car Championship.
W World Touring Car Championship Rosjanin wystartował w czterech wyścigach sezonu 2007z rosyjską ekipą Russian Bears Motorsport. W pierwszym wyścigu hiszpańskiej rundy uplasował się na dziewiętnastej pozycji, co było jego najlepszym wynikiem w mistrzostwach.